# 4:e infanteridivisionen (Rumänien)
4:e infanteridivisionen Gemina är en av de två stora enheterna av de rumänska landstyrkorna med säte i Bukarest.